# Halowe Mistrzostwa Świata w Lekkoatletyce 2004 – bieg na 1500 m kobiet
Bieg na 1500 m kobiet – jedna z konkurencji rozgrywanych podczas halowych mistrzostw świata w lekkoatletyce w 2004. Eliminacje odbyły się 5 marca, a finał został rozegrany 6 marca.
Do eliminacji zgłoszonych zostało 21 zawodniczek z 18 państw.
Zawody w tej konkurencji wygrała reprezentantka Etiopii Kutre Dulecha. Drugą pozycję zajęła zawodniczka z Kanady Carmen Douma-Hussar, trzecią zaś reprezentująca Rosję Gulnara Samitowa.

## Wyniki

### Eliminacje
Źródło: 
Bieg 1
| Miejsce | Zawodniczka          | Państwo   | Wynik   | Uwagi |
| ------- | -------------------- | --------- | ------- | ----- |
| 1.      | Kutre Dulecha        | Etiopia   | 4:08,23 |       |
| 2.      | Gulnara Samitowa     | Rosja     | 4:08,48 |       |
| 3.      | Danieła Jordanowa    | Bułgaria  | 4:08,50 | SB    |
| 4.      | Natalija Tobias      | Ukraina   | 4:08,96 | PB    |
| 5.      | Lidia Chojecka       | Polska    | 4:09,01 | SB    |
| 6.      | Carmen Douma-Hussar  | Kanada    | 4:09,28 | NR    |
| 7.      | Judit Varga          | Węgry     | 4:10,71 |       |
| 8.      | Nuria Fernández      | Hiszpania | 4:11,95 | PB    |
| 9.      | Latifa Essarokh      | Francja   | 4:13,74 | PB    |
| 10.     | Konstandina Efendaki | Grecja    | 4:18,58 |       |
| –       | Niusha Mancilla      | Boliwia   | DNF     |       |

Bieg 2
| Miejsce | Zawodniczka        | Państwo           | Wynik   | Uwagi |
| ------- | ------------------ | ----------------- | ------- | ----- |
| 1.      | Kelly Holmes       | Wielka Brytania   | 4:11,15 |       |
| 2.      | Alesia Turawa      | Białoruś          | 4:11,36 |       |
| 3.      | Julija Kosienkowa  | Rosja             | 4:11,37 |       |
| 4.      | Sonja Roman        | Słowenia          | 4:11,72 | PB    |
| 5.      | Natalia Rodríguez  | Hiszpania         | 4:13,52 |       |
| 6.      | Andrea Suldesová   | Czechy            | 4:13,66 |       |
| 7.      | Alina Cucerzan     | Rumunia           | 4:15,58 |       |
| 8.      | Jenelle Deatherage | Stany Zjednoczone | 4:20,21 |       |
| 9.      | Niela Nieporadna   | Ukraina           | 4:22,24 |       |
| –       | Mardrea Hyman      | Jamajka           | DNF     |       |

### Finał
Źródło: 
| Miejsce | Zawodniczka         | Państwo         | Wynik   | Uwagi |
| ------- | ------------------- | --------------- | ------- | ----- |
| 01 !    | Kutre Dulecha       | Etiopia         | 4:06,40 |       |
| 02 !    | Carmen Douma-Hussar | Kanada          | 4:08,18 | NR    |
| 03 !    | Gulnara Samitowa    | Rosja           | 4:08,26 |       |
| 4.      | Danieła Jordanowa   | Bułgaria        | 4:08,52 |       |
| 5.      | Natalija Tobias     | Ukraina         | 4:09,03 |       |
| 6.      | Julija Kosienkowa   | Rosja           | 4:09,32 |       |
| 7.      | Alesia Turawa       | Białoruś        | 4:09,81 |       |
| 8.      | Lidia Chojecka      | Polska          | 4:10,32 |       |
| 9.      | Kelly Holmes        | Wielka Brytania | 4:12,30 |       |